# Marsz Shermana
Marsz Shermana lub też Marsz Shermana ku morzu miał miejsce pod koniec 1864 jako kampania generała majora Williama Tecumseha Shermana jednego z dowódców armii Unii w czasie wojny secesyjnej. Początek kampanii miał miejsce, gdy wojska Shermana opuściły zdobytą Atlantę 15 listopada 1864, zaś zakończenie w chwili zdobycia Savannah 22 grudnia.

## Przyczyny
Marsz Shermana był kontynuacją zwycięskiej kampanii (maj-wrzesień 1864), która doprowadziła do zdobycia Atlanty. Sherman i głównodowodzący armią Unii, generał porucznik Ulysses S. Grant, wierzyli, że wojna zostanie zakończona dopiero wtedy, gdy przetrącony zostanie strategiczny, gospodarczy i psychologiczny kręgosłup Konfederacji. Sherman w związku z tym zaczął stosować zasadę „spalonej ziemi”, nakazując swym wojskom palenie upraw, wybijanie bydła i trzody chlewnej i niszczenie infrastruktury cywilnej na drodze przemarszu. W praktyce oznaczało to prowadzenie wojny totalnej.
Drugim celem kampanii było obejście sił generała Roberta E. Lee oblężonych przez Granta w Petersburgu w Wirginii i zablokowanie innych sił konfederackich na południu tak, by nie mogły przyjść Wirginii z pomocą.
Kampania miała przypominać zwycięską kampanię vicksburską Granta, także i tym, że wojska Shermana miały – po skonsumowaniu obliczonych na 20 dni racji – „żywić się wojną”, czyli w praktyce rabować ludność cywilną. Żołnierze poszukujący furażu, przez Południowców zwani pogardliwie „włóczęgami” (ang. bummers), mieli zaopatrywać armię w żywność z okolicznych gospodarstw rolnych, jednocześnie niszcząc linie kolejowe, zakłady przemysłowe i już obrabowaną infrastrukturę agrarną stanu. Szyny kolejowe, które unioniści rozgrzewali nad ogniem, a następnie zawijali wokół pni drzew, ludność miejscowa nazywała „krawatami Shermana” (ang. Sherman’s neckties). W związku z tym, że armia przez cały czas trwania kampanii miała pozostawać bez łączności z Północą, Sherman wydał szczegółowe rozkazy odnośnie do zachowania się wojska:

IV. Armia w czasie marszu będzie zbierać furaż na zajętym terenie. W tym celu każdy dowódca brygady ma zorganizować odpowiednio dużą grupę zaopatrzeniową pod dowództwem zaufanego oficera, która będzie zbierać w niewielkiej odległości od trasy przemarszu zboże wszelkiego rodzaju, mięso wszelkiego rodzaju, warzywa, mąkę i wszystko, co dowódca uzna za potrzebne, dbając przy tym o to, by w taborach znajdowały się zapasy na co najmniej dziesięć dni. Żołnierzom nie wolno wchodzić do budynków mieszkalnych ani przechodzić przez tereny posiadłości, ale podczas postoju lub biwakowania mają prawo zbierać rzepę, ziemniaki i inne warzywa i spędzać do obozu zwierzęta rzeźne. Regularne pododdziały furażerskie winny być poinstruowane, że mogą zbierać zaopatrzenie w dowolnej odległości od trasy przemarszu.
V. Tylko dowódcy korpusów armii mogą decydować o niszczeniu młynów, odziarniarek bawełny, domów mieszkalnych, itp budowli, przy czym winni trzymać się generalnej zasady: w okolicach, gdzie armia nie jest niepokojona, zniszczenia takie nie powinny mieć miejsca; ale tam, gdzie partyzanci będą przeszkadzać nam w marszu, lub gdzie mieszkańcy będą palić mosty, rujnować drogi, bądź w jakikolwiek inny sposób objawiać swoją wrogość, dowódcy winni nakazywać, a następnie dopilnowywać wykonania zniszczeń o wielkości i zasięgu w stopniu proporcjonalnym do tych aktów wrogości.
VI. Jeśli chodzi o konie, muły i wozy należące do mieszkańców, kawaleria i artyleria mogą zabierać bez ograniczeń, ale czyniąc różnicę pomiędzy bogatymi, którzy są zazwyczaj nastawieni do nas wrogo i biedakami (w tym robotnikami), którzy są wobec nas neutralni lub przyjaźni. Grupy furażerskie również mogą zabierać muły i konie w celu wymiany wyeksploatowanych zwierząt w zaprzęgach, lub w celu użycia ich jako zwierzęta juczne na użytek brygad i pułków. W każdym wypadku, grupy furażerskie winny wystrzegać się używania pogróżek i grubiaństwa i mogą – jeśli oficer dowodzący uzna to za stosowne – wystawiać potwierdzenia faktu zajęcia na piśmie (lecz nie w formie pokwitowania), przy czym powinni zostawić każdej rodzinie konieczne do utrzymania środki.
VII. Krzepkich Murzynów nadających się do prac pomocniczych w kolumnach można przyjmować, ale dowódca musi pamiętać o tym, że jego najważniejszym obowiązkiem jest dbać o ludzi pod bronią.

## Siły obu stron

Mapa kampanii

Sherman stojący na czele Wydziału Wojskowego Missisipi nie mógł zaangażować na rzecz tej kampanii wszystkich swoich sił. Konfederacki generał porucznik John Bell Hood stanowił zagrożenie dla linii komunikacyjnych Shermana z Chattanooga, więc Sherman wydzielił dwie armie pod dowództwem generała majora George’a Thomasa do walki z Hoodem na linii Franklin-Nashville. Do działania na kierunku Savannah Shermanowi zostało 62 tysiące ludzi (55 tysięcy piechoty, 5 tysięcy kawalerii i 2 tysiące artylerii z 64 działami) podzielonych na dwie kolumny marszowe:
- Prawa (Armia Tennessee), dowodzona przez generała majora Olivera Howarda, składała się z dwóch korpusów:
  - XV Korpus dowodzony przez generała majora Petera Osterhausa, z dywizjami generałów brygad Woodsa, Hazena, Smitha i Corse’a.
  - XVII Korpus dowodzony przez generała majora Franka Blaira, z dywizjami generała majora Mowera i generałów brygad Leggetta i Smitha.
- Lewa (Armia Georgii), dowodzona przez generała majora Henry’ego Slocuma, również w składzie dwóch korpusów:
  - XIV Korpus dowodzony przez generała brygady Davisa, z dywizjami generałów brygad Carlina, Morgana i Bairda.
  - XX Korpus dowodzony przez generała brygady Alpheusa Williamsa, z dywizjami generałów brygad Jacksona, Geary’ego i Warda.
- Dywizja kawalerii pod dowództwem generała brygady Hugh Judsona Kilpatricka działała wspierając obie kolumny.

Siły konfederatów generała porucznika Williama Hardee’ego były szczupłe. Hood zgromadził większość wojsk w Georgii na potrzeby swej wyprawy do Tennessee. W Lovejoy’s Station, na południe od Atlanty, zostało około 13 tysięcy ludzi. Milicja generała majora Gustavusa W. Smitha liczyła 3050 ludzi, po części nastolatków i starców. Korpus kawalerii generała majora Josepha Wheelera, wzmocniony brygadą generała brygady Williama H. Jacksona, składał się z około 10 tysięcy kawalerzystów. W czasie trwania kampanii konfederacki departament wojny ściągnął do Georgii dodatkowe siły z Florydy i obu Karolin, ale siły te nigdy nie przekroczyły 13 tysięcy ludzi.

## Marsz
480-kilometrowy marsz rozpoczął się 15 listopada 1864. Sherman tak pisał o tym w swych Wspomnieniach: 

Jechaliśmy z Atlanty na Decatour drogą zapchaną maszerującą piechotą i taborami Czternastego Korpusu; gdy dojechaliśmy do wzgórza tuż obok starych umocnień rebeliantów, naturalnie zatrzymaliśmy się, by popatrzeć wstecz i obejrzeć miejsce naszych niedawnych bojów. Staliśmy dokładnie w tym miejscu, w którym 22 lipca toczyła się krwawa bitwa i widzieliśmy zagajnik, w którym padł McPherson. Za nami leżała Atlanta, czarny dym unosił się w powietrzu i wisiał niby całun nad zrujnowanym miastem. W oddali na drodze do McDonough widać było koniec kolumny Howarda, lufy dział połyskujące w słońcu i biało kryte wozy zdążające na południe; a tuż przed nami Czternasty Korpus, maszerujący szybko i równo... Któraś z orkiestr zadęła nagle „John Brown’s soul goes marching on”, co żołnierze zaraz podchwycili, i mogę powiedzieć, że nigdy przedtem nie słyszałem refrenu „Glory, glory, hallelujah!” zaśpiewanego tak dobrze i z taką werwą.

Osobistą eskortę Shermana podczas marszu stanowił 1. Pułk Kawalerii Alabamy, oddział składający się z samych Południowców, którzy zostali po stronie Unii.
Podział na dwie kolumny marszowe miał zmylić nieprzyjaciela odnośnie do ostatecznego celu wyprawy; konfederaci nie mogli na podstawie obserwacji początkowych ruchów wojsk Unii, zorientować się dokąd właściwie Sherman zmierza: do Macon, Augusty, czy Savannah. Kolumna Howarda, poprzedzana przez kawalerię Kilpatricka, posuwała się na południe wzdłuż linii kolejowej do Lovejoy’s Station, co spowodowało, że obrońcy wycofywali się w walce ku Macon. Kawaleria zdobyła w Lovejoy’s Station dwa konfederackie działa, a dalsze dwa i 80 jeńców w Bear Creek Station. Piechota Howarda maszerowała przez Jonesboro do Gordon, na południe od stolicy stanowej, Milledgeville. Tymczasem kolumna Slocuma, której towarzyszył Sherman, skierowała się na wschód, w stronę Augusty, ale po zniszczeniu mostów na rzece Oconee zawróciła na południe.
Przedstawiciele legislatury stanowej wezwali mieszkańców Georgii, by raczej umierali wolni, niżby mieli żyć jako niewolnicy (ang. Die freemen rather than live [as] slaves), i uciekli ze stolicy. Hardee przybył ze swej kwatery głównej w Savannah i zorientował się, że to właśnie Savannah, a nie Macon, jest celem ofensywy Shermana. Natychmiast wysłał rozkaz do konfederackiej kawalerii Wheelera, by szarpała tyły i skrzydła unionistów, podczas gdy milicjantów Smitha skierował spiesznym marszem do ochrony tego portowego miasta. 23 listopada sztab Shermana zajął kapitol stanowy w Milledgeville, gdzie urządzono parodię obrad legislatury łącznie z „głosowaniem” za ponownym przyjęciem Georgii do Unii.
Na pierwszy poważny opór prawe skrzydło Howarda natrafiło pod Griswoldville 22 listopada. Kawaleria Wheelera starła się z konnicą Kilpatricka, zabijając trzech i biorąc do niewoli osiemnastu ludzi. Brygada piechoty Charlesa C. Walcutta przybyła, by ustabilizować obronę miasta, a dywizja milicji georgiańskiej przez kilka godzin przypuszczała źle skoordynowane ataki na pozycje Howarda, by w końcu wycofać się ze stratą ponad 1100 ludzi (600 z nich trafiło do niewoli), wobec 100 zabitych i rannych unionistów.
Doszło też do kilku innych potyczek. Konnica Wheelera i pewna liczba konfederackiej piechoty uderzyła na straż tylną pod Ball’s Ferry 24 i 25 listopada. W czasie, gdy kolumna Howarda utknęła pod Ball’s Bluff, 1. Pułk Kawalerii Alabamy (unioniści) ścierał się z pikietami konfederatów. W ciągu nocy saperzy Unii zbudowali most przez rzekę Oconee i 200 żołnierzy przeszło na drugi brzeg, by oskrzydlić pozycje nieprzyjaciela. 25 i 26 listopada pod Sandersville Wheeler uderzył na straż przednią Slocuma. Kilpatrick otrzymał rozkaz dokonania mylącego manewru w kierunku Augusty, by następnie zniszczyć most kolejowy nad Brier Creek i wyzwolić Camp Lawton (obóz jeniecki w Millen). Kilpatrick przemknął niepostrzeżenie przez linię obrony ustanowioną przez Wheelera koło Brier Creek, ale w nocy na 26 listopada Wheeler zaatakował i zmusił do ucieczki 8. i 2. pułki obozujące w Sylvan Grove. Kilpatrick musiał odstąpić od planu zniszczenia mostu, a nadto dowiedział się, że jeńców z Camp Lawton przeniesiono gdzie indziej, w związku z czym zawrócił i dołączył do armii w Louisville. W czasie starcia nad Buck Head Creek 28 listopada Kilpatrick został zaskoczony i niemal wzięty do niewoli, ale 5. Pułk Kawalerii Ohio powstrzymał atak Wheelera, który ostatecznie utknął na umocnieniach unijnych na terenie plantacji Reynoldsa. 4 grudnia kawalerzyści Kilpatricka pokonali Wheelera pod Waynesboro.
Armia Shermana wyszła na przedpola Savannah 10 grudnia, ale okazało się, że Hardee okopał 10 tysięcy swych ludzi na doskonale wybranych pozycjach i zatopił otaczające miasto pola ryżowe, zostawiając między nimi tylko kilka trzymanych pod ogniem przejść. Sherman ponadto utracił łączność z US Navy, wobec czego skierował kawalerię do Fortu McAllister, strzegącego ujścia rzeki Ogeechee, w nadziei odblokowania połączenia i otrzymania zaopatrzenia z pokładów okrętów. 13 grudnia dywizja William B. Hazena zaatakowała fort i zdobyła go w ciągu 15 minut. Część spośród 134 śmiertelnych ofiar wśród unionistów spowodowały wybuchy „torped”, jak wówczas nazywano prymitywne miny, dość rzadko używane podczas wojny na lądzie.

Gdy Sherman odzyskał połączenie z flotą pod dowództwem kontradmirała Dahlgrena, mógł użyć artylerii ciężkiej, niezbędnej do zdobycia Savannah. 17 grudnia wysłał następującą depeszę do Hardee’ego: 

Właśnie otrzymałem działa, które mogą zniszczyć centrum miasta; ponadto od kilku dni mam pod kontrolą wszystkie drogi zaopatrzenia mieszkańców i garnizonu Savannah, w związku z czym mam prawo żądać kapitulacji miasta Savannah i broniących je fortów; będę czekał przez pewien czas na odpowiedź nim zacznę ostrzał. Jeśli jest pan zainteresowany moją propozycją, jestem gotów przedstawić nadzwyczaj łagodne warunki tak mieszkańcom, jak i obrońcom; jeśli natomiast będę zmuszony do ataku, lub długiego oblężenia i zmuszenia do kapitulacji miasta głodem, będę czuł się usprawiedliwionym do podjęcia ostrzejszych kroków i zezwolenia mej armii na działania odwetowe wobec Savannah i innych dużych miast, które przewodziły w rzuceniu naszego kraju w odmęt wojny domowej.

Hardee uznał, że od kapitulacji lepsza będzie ucieczka. 20 grudnia jego wojska przeszły po moście pontonowym przez rzekę Savannah. Następnego dnia rano burmistrz Savannah, R. D. Arnold, wyjechał z miasta z formalną propozycją kapitulacji i uzyskał od generała Geary’egi obietnicę, że miasto nie będzie złupione. Żołnierze Shermana zajęli miasto tego samego dnia.

## Skutki

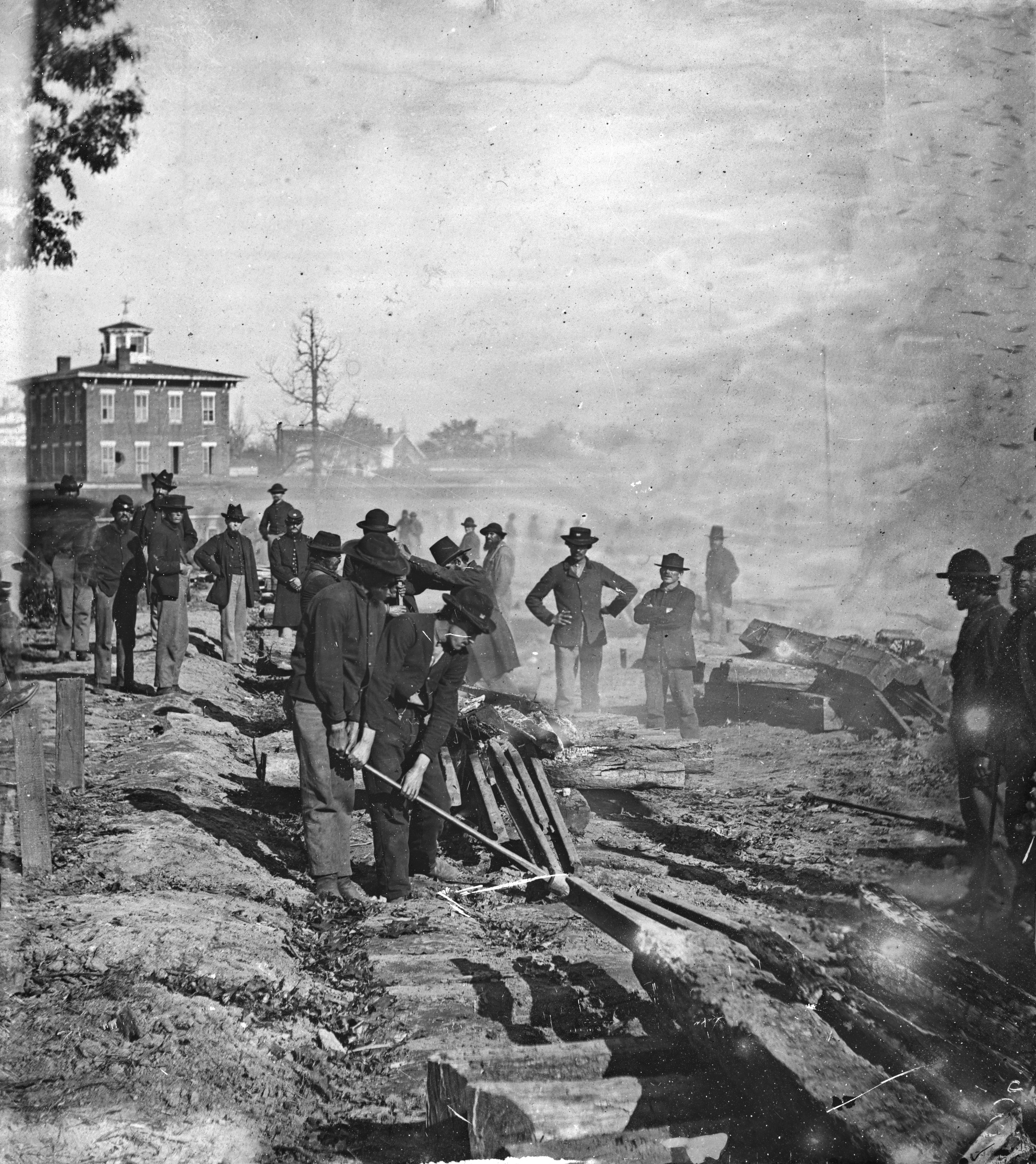
Żołnierze niszczą linię kolejową pod Atlantą

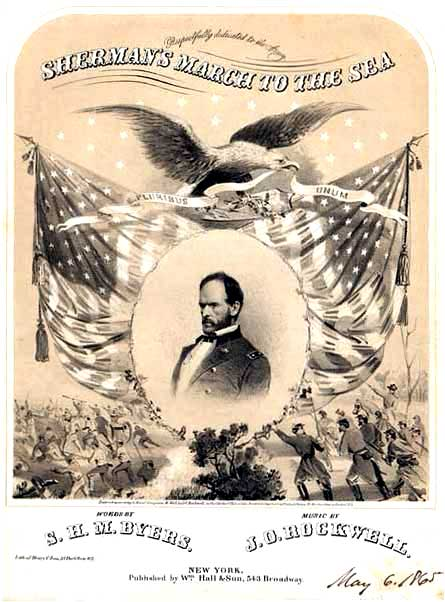
Marsz Shermana upamiętnił utwór ze słowami S.H.M. Byersa i muzyką J.O. Rockwella

Sherman wysłał telegram do prezydenta Lincolna: „Proszę o przyjęcie – jako prezentu gwiazdkowego – miasta Savannah wraz ze stu pięćdziesięcioma działami i ogromną ilością amunicji, a także z dwudziestoma pięcioma tysiącami bel bawełny”.

26 grudnia prezydent odpisał: 

Wielkie dzięki za prezent – wzięcie Savannah. Gdy opuszczał pan Atlantę, kierując się ku wybrzeżu Atlantyku, byłem pełen obaw, jeśli nie strachu; okazało się jednak, że pan wszystko przewidział, a „kto nie ryzykuje, ten nie zwycięża”, czego ja nie wziąłem pod uwagę. Teraz, po szczęśliwym zakończeniu kampanii, wszystkie zaszczyty należą się panu; czemu – jak wierzę – nikt nie odważy się zaprzeczyć. A biorąc pod uwagę robotę, jaką wykonał gen. Thomas, co należy uczynić, to rzeczywiście wielki sukces. I wcale nie chodzi tu o samo szybkie i oczywiste zwycięstwo; pokazał pan światu, że pańska armia może zostać podzielona, przy czym silniejsza część będzie wysłana dla sprostania nowemu, ważnemu zadaniu, a reszta jeszcze zachowa tyle siły, by poskromić starego wroga – całą armię Hooda – co było jak nagła światłość dla kogoś pogrążonego w ciemnościach. Co dalej? Myślę, że będzie bezpieczniej jeśli zostawię decyzję gen. Grantowi i panu. Proszę przekazać moje podziękowania i uznanie całej armii – oficerom i żołnierzom.

Z Savannah Sherman skierował się wiosną na północ przez obie Karoliny, zamierzając zakończyć marsz połączeniem swych armii z wojskami Granta w akcji przeciwko generałowi Robertowi E. Lee. Po dwumiesięcznym zwycięskim pochodzie przyjął 26 kwietnia 1865 w Karolinie Północnej kapitulację generała Josepha Johnstona.
Taktyka spalonej ziemi Shermana była wysoce kontrowersyjną, a w oczach wielu Południowców Sherman był zbrodniarzem. Dla niewolników natomiast (wielu z nich opuściło swe plantacje, by schronić się pod skrzydłami jego armii) był wybawcą. Około dziesięć tysięcy niewolników podążało za jego wojskiem, a setki zmarły z zimna i głodu w drodze.
Marsz Shermana okazał się zgubny tak dla Georgii, jak i dla Konfederacji. Sherman sam obliczał, że zniszczenia – jakich dokonał – sięgnęły 100 milionów dolarów, z czego jedną piątą „mogliśmy zapisać na naszą korzyść” zaś reszta „to tylko bezużyteczne straty”. Jego armia obróciła w perzynę blisko 480 kilometrów linii kolejowych, wiele mostów i linii telegrafu. Zarekwirowała 5 tysięcy koni, 4 tysiące mułów i 13 tysięcy sztuk bydła. Skonfiskowała 5 tysięcy ton zboża i 6 tysięcy ton paszy, zniszczyła niezliczoną liczbę młynów i odziarniarek bawełny. Historycy wojskowości Herman Hattaway i Archer Jones odnotowali ogromne zniszczenia linii kolejowych i zaopatrzenia Południa w czasie trwania kampanii, co ich zdaniem oznaczało „całkowite rozbicie wysiłku wojennego Konfederacji”. David J. Eicher pisał, że „Sherman dokonał rzeczy niezwykłych. Na przekór wojennym pryncypiom wdarł się głęboko w terytorium nieprzyjaciela bez zaopatrzenia i linii komunikacyjnych z zapleczem. Działając w ten sposób zburzył cały ekonomiczny i psychologiczny potencjał Południa”.

## Pieśń
Żołnierze śpiewali wiele piosenek podczas kampanii, ale jedna powstała już po zakończeniu kampanii i stanowi do dziś jej symbol. Nosi nazwę: Marching Through Georgia. Napisana została przez J.O. Rockwella w roku 1865. Sherman nienawidził tej melodii, ponieważ słyszał ją gdziekolwiek by się nie pojawił, ale była wielce popularna wśród amerykańskich żołnierzy w obu wojnach światowych XX wieku.